# (180216) 2003 UY9
2003 يو واي 9 (ويعرف أيضًا باسم (180216) 2003 يو واي 9 وفق تسمية الكوكب الصغير) (بالإنجليزية: 2003 UY9)‏ هو كويكب ضمن حزام الكويكبات؛ وترتيبه 180216 من حيث الاكتشاف.
اكتُشف هذا الجُرم الفلكي بواسطة جيمس ويتني يونغ في 20 أكتوبر 2003.

## وصلات خارجية
- (180216) 2003 UY9 في قاعدة بيانات مختبر الدفع النفاث لأجرام النظام الشمسي الصغيرة

- الاكتشاف · مخطط المدار ·  العناصر المدارية · المعلمات المادية

- (180216) 2003 UY9 على موقع ويكي سكاي: DSS2, SDSS, GALEX, IRAS, Hydrogen α, X-Ray, Astrophoto, Sky Map, Articles and images